# 里 (中華民国の行政区画)
里と村は、 中華民国の第四級行政区画の名前である。 村 （里）は、 郷鎮や市区に属し、村 （里）の下には「隣」の行政区画が存在する。 

## 構成と規模
台湾の村（里）のルーツは、主に日本の統治時代における保甲制度からの改訂または統合にある。 将来的には、開発のニーズのために変更が頻繁に行われる。 現在、村（里）の区分は主に地理環境、交通、都市計画、行政区画に基づいており、村（里）の規模は各々の県や市の条例によって規定される。規模は辺境地域では100世帯であるのに対し、人口密度の高い地域である台北市では1,000～4,000世帯あり、互いに大きく異なる。

## 行政

### 村（里）長
村（里）には、郷鎮や市区の役所に附属して設けられ、村（里）長一名のほか、村（里）職員一名がおかれる。 
村（里）長は4年の任期で、村（里）住民によって選挙され、法に基づいて無休で義務を行使する。村（里）長は、郷鎮や市区から毎月45,000台湾ドルを上限として事務補助費を受け取り、更に交通、文房具、郵便および電気通信、および光熱費の補助を受ける。 
権限と責任
- 村（里）の職員の勤務状況を監督し、待遇や賞罰に関する意見を上級の行政機関に具申する。
- 対処すべき問題を議論するために、村（里）協議会（年2回開催）と隣長会議（最低年2回開催）の招集を行う。

村（里）協議会は、村（里）長、村（里）職員、警察区警察官 、 学区内の国民小学校の校長、保健所長、 予備兵団長、女性の代表、農家の代表、漁師の代表、宗教団体の代表、原住民生活改善協会の代表、隣長と地元有志によって構成され、村（里）長により主宰される。
- 2〜4か月ごとに市区の役所で開催される村（里）連絡会議に参加し、政策に関する意見交換を行う。
- 村（里）住民大会（2年ごと）の招集
- 証明書を発行する 
  - 裁判所の 公証委任状
  - 日本統治時代の海外での未知の出生と死亡の証明
  - 無能力の証明
  - 農業機械保有の証明書
  - 行方不明者証明書
  - 公的扶助の依頼の証明
  - 召集兵のその他の事故の証明
  - 召集兵が不可抗力的な災害に見舞われ、自力では解決できないことの証明
  - 召集兵の入隊前後の結婚の証明
  - 召集兵の直接血縁者が死亡し、自力では解決できないことの証明
  - 重病または歩行不能の証明
  - 一定した職業及び所得がなく、家族がその生計に依存していることの証明
  - 自家使用のために海岸で少量の砂と砂利を取採取することの証明
  - 家畜、家禽等の飼育の証明
  - 公務員住宅災害証明書
  - 一般的な土地登記の名義人たる資格の証明
  - 保険料は支払えないが入院が必要な人のための証明書

### 村の職員
村の職員は基礎的な公務員であり、郷鎮や市区の役所によって任免され、村（里）長を様々な業務で助け、村の行政事務の法的執行者になる。辺境地域では、複数の村で1人の職員を共有する必要がある場合がある。村の職員は、公の営造物や公文書の管理にも責任を負う。 
担当事務
- 世論を反映するために命令を起草する
- 村のレクリエーション活動を実施する
- 社会的支援 、福祉サービス、その他の建設事項の取り扱い
- さまざまな申請書を処理し、村の事務所の証明書を発行する
- 関連する行政サービスに関する通知、徴収令を送達し、 軍人の個人的な調査と軍事サービス情報に関する調査を実施する
- 村の定例会や隣長会議を強化し、規則に従って開催し、調査のために詳細な記録を作成する
- さまざまな公職選挙および選挙の処理
- 住宅税の受け入れと調査、 地価税の請求と徴収、包括的所得税カウンセリングの申告、請求、徴収と税の還付、農業災害現金支援の案件の処理
- 世帯情報台帳に記載する
- 村会でに関する様々な庶務を処理する
- 村長によって与えられた事務
- 郷鎮や市区事務所によって与えられた事務

## 分区、里連合
上位行政区と村（里）の間には、県や市の議会により「分区」や「里連合」などの非公式の行政区分を設けることがある。このような区分には台北市における分区など、新竹市や嘉義市における市轄区連合、花蓮県花蓮市における連合などがある。 

## 隣
「隣」は村の下部に置かれている行政区画であり、特別な名前ではなく、番号が付けられる。 また、基礎自治体ではない。 隣長は通常、選挙ではなく村（里）長による指名または世襲によって任命される。隣長には事務所、職員、独自財源はなく、その主な仕事は村（里）長の補佐である。各々の隣の規模は10から200世帯である。 